# Sunday Bada
Sunday Bada (Kaduna, 22 giugno 1969 – Lagos, 12 dicembre 2011) è stato un velocista nigeriano, specializzato nei 400 metri piani.
Ha partecipato a tre edizioni dei Giochi olimpici (1992, 1996 e 2000) conquistando una medaglia.

## Palmarès
| Anno | Manifestazione          | Sede       | Evento      | Risultato        | Prestazione | Note            |
| ---- | ----------------------- | ---------- | ----------- | ---------------- | ----------- | --------------- |
| 1990 | Campionati africani     | Il Cairo   | 200 m piani | Bronzo           | 21"05       |                 |
| 1990 | Campionati africani     | Il Cairo   | 400 m piani | Bronzo           | 46"19       |                 |
| 1990 | Campionati africani     | Il Cairo   | 4×400 m     | Oro              | 3'04"77     |                 |
| 1991 | Giochi panafricani      | Il Cairo   | 400 m piani | Argento          | 45"81       |                 |
| 1991 | Giochi panafricani      | Il Cairo   | 4×400 m     | Argento          | 3'03"72     |                 |
| 1992 | Giochi olimpici         | Barcellona | 400 m piani | Semifinale       | 45"36       |                 |
| 1992 | Giochi olimpici         | Barcellona | 4×400 m     | 5º               | 3'01"71     |                 |
| 1993 | Mondiali indoor         | Toronto    | 400 m piani | Argento          | 45"75       |                 |
| 1993 | Mondiali                | Stoccarda  | 400 m piani | 5º               | 45"11       |                 |
| 1994 | Giochi del Commonwealth | Victoria   | 400 m piani | Bronzo           | 45"45       |                 |
| 1995 | Mondiali indoor         | Barcellona | 400 m piani | Argento          | 46"38       |                 |
| 1995 | Mondiali                | Goteborg   | 400 m piani | 8º               | 45"50       |                 |
| 1995 | Mondiali                | Goteborg   | 4x400 m     | Bronzo           | 3'03"18     |                 |
| 1995 | Giochi panafricani      | Harare     | 200 m piani | Oro              | 20"28       | =               |
| 1995 | Giochi panafricani      | Harare     | 400 m piani | Argento          | 45"03       |                 |
| 1995 | Giochi panafricani      | Harare     | 4×400 m     | Oro              | 3'01"63     |                 |
| 1996 | Giochi olimpici         | Atlanta    | 400 m piani | Semifinale       | 45"30       |                 |
| 1996 | Giochi olimpici         | Atlanta    | 4×400 m     | Semifinale       | dq          |                 |
| 1997 | Mondiali indoor         | Parigi     | 400 m piani | Oro              | 45"51       | Record africano |
| 1997 | Mondiali                | Atene      | 400 m piani | Semifinale       | 45"96       |                 |
| 1999 | Mondiali indoor         | Maebashi   | 400 m piani | Semifinale       | 47"07       |                 |
| 1999 | Mondiali                | Siviglia   | 400 m piani | Quarti di finale | 45"69       |                 |
| 2000 | Giochi olimpici         | Sydney     | 400 m piani | Quarti di finale | 45"83       |                 |
| 2000 | Giochi olimpici         | Sydney     | 4×400 m     | Oro              | 2'58"68     |                 |
| 2001 | Mondiali indoor         | Lisbona    | 400 m piani | Semifinale       | 48"14       |                 |
| 2001 | Mondiali                | Edmonton   | 400 m piani | Batteria         | 46"12       |                 |